# 崖薑蕨
崖薑蕨（学名：Aglaomorpha coronans）为水龙骨科连珠蕨属下的一个种，在台灣海拔分布於200~1800公尺的山區。